# 三角聚鯻
三角聚鯻（學名：Syncomistes butleri ）為鱸形目鱸亞目鯻科的其中一種，分布於大洋洲西澳大利亞淡水流域，為特有種，體成紡錘型，側扁，體長可達17公分，成魚棲息在沙石底質，水流中等至快速的溪流底中層水域，成群活動，受到威脅時會多至岩石縫隙中，屬草食性，以藻類為食，成魚會保護卵並搧動魚鰭提供足夠的氧，生活習性不明。